# Geraldine M. Sherman
Geraldine Mae Sherman (Kyle, 8 september 1922 – Rapid City, 4 november 2012) was een Amerikaans modeontwerpster die zich liet inspireren door de tradities van haar volk, de Lakota-indianen van het Rosebud Indian Reservation in South Dakota. Met de hulp van Helene Hagan vestigde ze Contemporary Lakota Fashions, dat innovatieve mode produceerde vanaf de jaren 80. Haar werk werd nationaal tentoongesteld en gedragen door zowel inheemse leiders als katholieke geestelijken.